# 西昌高原鳅
西昌高原鳅（学名：Triplophysa xichangensis）为輻鰭魚綱鲤形目鳅科高原鳅属的其中一种。在中国，分布于安宁河等。该物种的模式产地在四川西昌安宁河。

## 扩展阅读
維基物種上的相關：西昌高原鳅